# James L. Elliot
James L. Elliot (nacido el 19 de junio de 1943 – fallecido el 3 de marzo de 2011) fue un astrónomo y científico estadounidense que, con su equipo, descubrió los anillos de Urano. Elliot también fue parte del equipo que observó el calentamiento global de Tritón, el satélite más grande de Neptuno.
Elliot nació en 1943 y se licenció en el Instituto de Tecnología de Massachusetts (MIT) en 1965 y se doctoró en la Universidad de Harvard en 1972. Antes de regresar al MIT en 1978 hizo un postdoctorado y fue miembro de la facultad en el Departamento de Astronomía de la Universidad Cornell. Elliot actualmente es profesor de física y ciencias de la tierra, atmosféricas y planetarias en el MIT, y direcdotr del Observatorio Astrofísico George R Wallace Jr, asociado también al MIT.
Elliot fue experto en algunas técnicas astronómicas. En especial, utilizó las ocultaciones estelares para probar la existencia y composición de atmósferas y las propiedades físicas de cuerpos pequeños del sistema solar exterior y regiones más distantes. Estaba particularmente interesado en Plutón, Tritón, Objetos del Cinturón de Kuiper y planetas extrasolares. Junto con Paul Schechter y otros colegas del MIT y el Harvard College Observatory, ha construido una cámara CCD para los Telescopios Magallanes en el Observatorio Las Campanas, Chile. Elliot también estuvo trabajando junto a sus colegas en el Observatorio Lowell para construir un fotómetro de imagen de alta velocidad para ocultaciones para el observatorio SOFIA de la NASA.
Hay algún debate sobre si fueron Elliot y sus colaboradores o William Herschel el descubridor de los anillos de Urano, puesto que este último anotó una observación en 1797. No obstante, el consenso científico parece apoyar la autoría del descubrimiento por parte de Elliot.